# چیراشی‌زوشی

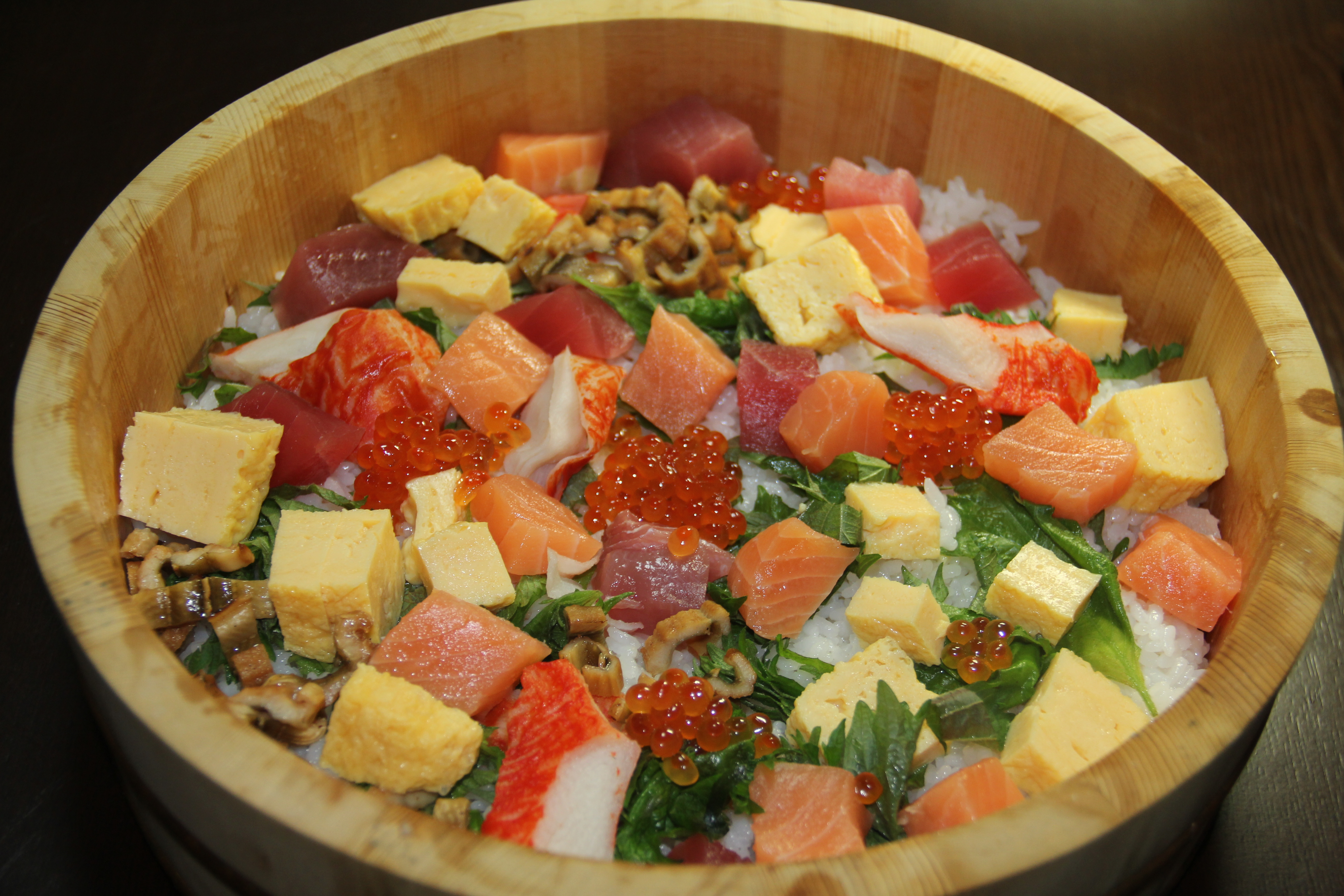
چیراشی‌زوشی.

چیراشی‌زوشی (به ژاپنی: ちらし寿司  Chirashizushi) به یکی از انواع سوشی در آشپزی ژاپنی گفته می‌شود. بطور کلی این نوع سوشی به دو گروه بزرگ تقسیم می‌شود. در یک گروه موادِ سوشی که بیشتر خام هستند بر روی گوهان سرکه‌زده گذاشته و پخش می‌شوند. در نوع دیگر مواد در داخل گوهان سرکه‌زده مخلوط می‌شوند.

## نوع چیراشی زوشی‌ای که مواد بر روی برنج قرار می‌گیرند
منشأ این نوع سوشی به دوره ادو برمی‌گردد. در توکیو و شرق ژاپن به آن چیراشی‌زوشی و در هوکایدو و توهوکو به آن ناماچیراشی (چیراشی خام) گفته می‌شود. 
موادی که معمولاً استفاده می‌شوند عبارتند از: تون‌ماهیان یا به زبان ژاپنی ماگورو، نگی‌تورو (ماهی تن خورد شده و تره فرنگی)، یکی از انواع گوش‌ماهی به نام هوتاته، یکی از انواع آزاد ماهی بنام ساکه، ماهی مرکب، میگو، هشت‌پا، ایکورا (تخم ماهی سالمون)، توتیای دریایی یا به ژاپنی اونی، خرچنگ و انواع دیگر خوراک‌های دریایی همچنین از دیگر موادی که معمولاً در سوشی استفاده می‌شود؛ نظیر تاماگویاکی (در آشپزی ژاپنی یک نوع غذای تخم‌مرغی)، تخم مرغ رشته شده، گاری (یک نوع ترشی زنجبیل) است. به غیر از این مواد از نعناع ارغوانی، خیار و نخود فرنگی همراه با غلاف، برای تزئین و همچنین  واسابی نیز همراه آن صرف می‌شود.         

## نوع چیراشی زوشی‌ای که مواد در داخل برنج مخلوط می‌شوند
در ناحیه کانسای و غرب ژاپن معمولاً مواد پخته شده دریایی و سبزیجات در روی تخته آشپزخانه خورد شده و در داخل برنج سرکه زده مخلوط می‌شود.                